# Ferran Olivella
Pour les articles homonymes, voir Olivella.
Fernando Olivella Pons, surnommé Ferran Olivella, est un footballeur espagnol, né le 22 juin 1936 à Barcelone et mort le 14 mai 2023. Il évoluait au poste de défenseur. Ce joueur a réalisé la totalité de sa carrière au FC Barcelone ou au prédécesseur de ce club. Olivella a notamment été sacré champion d'Europe en 1964 avec l'Espagne.

## Biographie

### En club
Il joue au FC Barcelone de 1956 à 1969, d'abord comme défenseur latéral puis comme stoppeur. Prudent et attaquant peu (il inscrit un seul but avec le Barça), il brille par son autorité et son sens de l'anticipation. Il connaît des saisons particulièrement glorieuses entre 1957 et 1960, où lui et ses coéquipiers remportent le championnat (la Liga) en 1959 et 1960, la Coupe des villes de foires en 1958 et 1960, et la Coupe du Roi en 1959.
Après des saisons quasi blanches entre 1961 et 1963, il retrouve sa place de titulaire jusqu'en 1966. Régulièrement blessé par la suite, il joue de moins en moins et arrête définitivement sa carrière sportive en 1969. Son palmarès compte finalement deux Liga, quatre coupes d’Espagne, trois Coupes des villes de foires. Il a disputé 500 matchs avec Barcelone, toutes compétitions confondues (d'autres sources indiquent un peu plus, 509 ou 513), dont 214 en championnat.
En 2009, le journal britannique The Independent le cite dans sa Dream team du FC Barcelone, aux côtés de Ronald Koeman en défense centrale.

### En sélection nationale
Il est international espagnol à 18 reprises (1957-1965) pour aucun but. Sa première sélection est honorée le 31 mars 1957, contre la Belgique, match se soldant par une victoire sans appel 5 buts à 0.
Il participe à l’Euro 1964, comme capitaine de la sélection ibérique. Il est titulaire contre la Hongrie puis en finale contre l’URSS. Bien s'il soit fautif lors de l'égalisation des Soviétiques, en ayant concédé le coup franc décisif, il fait partie de l’équipe-type du tournoi, son équipe remportant la compétition, sur le score de 2 buts à 1.
Il fait sa dernière apparition avec l'équipe nationale le 8 décembre 1965, à Madrid contre l’Angleterre. Six mois plus tard, il fait partie de la sélection ibérique pour la Coupe du monde de football de 1966, mais ne joue aucun match dans ce tournoi. L’Espagne est éliminée dès le premier tour.
En 1966 et 1968, il porte à deux reprises le maillot de l'équipe de Catalogne.

### Dirigeant
De 1989 à 1993, il est directeur sportif du FC Barcelone, sous la présidence de Josep Lluís Núñez.

## Clubs
- 1954-1956 :  España Industrial (España Industrial est divisé en 1956 en deux clubs différents dont le FC Barcelone)
- 1956-1969 :  FC Barcelone

## Palmarès
- Championnat d'Espagne de football
  - Champion en 1959 et en 1960
  - Vice-champion en 1962, en 1964, en 1967 et en 1968

- Coupe d'Espagne de football
  - Vainqueur en 1957, en 1959, en 1963 et en 1968

- Ligue des champions de l'UEFA
  - Finaliste en 1961 (ne joue pas la finale)

- Coupe des villes de foires
  - Vainqueur en 1958, en 1960 et en 1966 (ne joue pas la finale en 1966)
  - Finaliste en 1962

- Championnat d'Europe de football
  - Vainqueur en 1964